# 호세 루이스 빌라누에바
호세 루이스 빌라누에바(José Luis Villanueva, 1981년 11월 5일~ )는 칠레 출신의 전 축구 선수이다. 칠레 출신으로 K리그에 첫번째 진출한 첫번째 선수로 호세라는 등록명으로 울산 현대 축구단에서 활약하였다.